# Monotes elegans
Monotes elegans là một loài thực vật có hoa trong họ Dầu. Loài này được Gilg mô tả khoa học đầu tiên năm 1908.